# Iscal Sugar
Iscal Sugar is in 2004 ontstaan uit een fusie van De Suikergroep (Moerbeke-Waas (1869-2008), Frasnes-lez-Buissenal (1880-2004)), de suikerfabriek van Veurne (1922-2005) en de suikerfabriek van Fontenoy (1992-).
Iscal is een samenvoeging van Isera en Scaldis, de Latijnse namen voor IJzer en Schelde. Deze rivieren vormen het bevoorradingsbekken van de (vroegere) fabrieken uit de groep (meer bepaald in Fontenoy en Veurne). De fabrieken in Veurne en Moerbeke werden in respectievelijk 2005 en 2008 gesloten.
Buiten België beschikt de groep over fabrieken in Nederland, Afrika, China en 8 fabrieken in Australië. Deze fabrieken produceren suiker en afgeleide producten zoals melasse, melkzuur en siropen.